# In gita col Salvi
In gita col Salvi è il quarto album pubblicato da Francesco Salvi, nel 1992.

La copertina dell'album è disegnata da Silver.

## Tracce
In due brani i testi e le musiche sono di Francesco Salvi. Alcune canzoni sono scritte da autori molto noti e le altre sono tutte tradizionali.
1. La macchina del capo – 3:43
2. Coccodì coccodà (Il gallo) – 4:37 (testo: Walter Valdi – musica: Armando Celso)
3. Osterie – 3:01
4. Serafin gaveva un sifolo – 2:57
5. Vecchio scarpone – 3:54 (testo: Calibi – musica: Carlo Donida)
6. Flik flok (Garibaldi fu ferito) – 3:27
7. Crapa pelada – 3:22 (testo: Tata Giacobetti – musica: Gorni Kramer)
8. La fattura (La mia mama) – 4:05
9. Mamma mia dammi 100 lire – 3:17
10. W l'amore – 3:38